# Comuna Danu, Glodeni
Comuna Danu este o comună din raionul Glodeni, Republica Moldova. Este formată din satele Danu (sat-reședință), Camencuța și Nicolaevca.

## Demografie
Conform datelor recensământului din 2014, comuna are o populație de 2.979 de locuitori. La recensământul din 2004 erau 3.516 locuitori.

## Administrație și politică
Componența Consiliului local Danu (11 consilieri), ales la 5 noiembrie 2023, este următoarea:
|  | Partid                                        | Consilieri | Componență | Componență | Componență | Componență |
|  | --------------------------------------------- | ---------- | ---------- | ---------- | ---------- | ---------- |
|  | Partidul Socialiștilor din Republica Moldova  | 4          |            |            |            |            |
|  | Partidul Dezvoltării și Consolidării Moldovei | 3          |            |            |            |            |
|  | Partidul Nostru                               | 3          |            |            |            |            |
|  | Candidat independent MIHAIL URSUL             | 1          |            |            |            |            |